# Peter J. McGuire
Peter J. McGuire (6 juillet 1852-18 février 1906) est un dirigeant syndical américain du XIXe siècle. Il a cofondé la Fraternité unie des charpentiers et menuisiers d'Amérique (en) en 1881 avec Gustav Luebkert et est devenu l'une des figures de proue des trois premières décennies de la Fédération américaine du travail. Il est crédité d'avoir proposé pour la première fois l'idée de la fête du Travail comme fête nationale en 1882.